# Haiyuan
Haiyuan è una contea dell'entroterra cinese.

## Il terremoto del 1920
Un terremoto colpì Haiyuan nel 16 dicembre 1920 (citato anche come "terremoto di Gansu"), verso le 20:06 (ora locale).
A detta degli esperti, dal punto di vista degli effetti, questo terremoto è stato classificato al massimo grado della scala Mercalli, il dodicesimo.
Le vittime furono più di 200.000.